# Vladimír Šimůnek
Vladimír Šimůnek je český hudební skladatel. Složil hudbu ke hře Mafia: The City of Lost Heaven, např. Main Theme, Escalation a Briefing – Conspiracy; skladby nahrál čtyřicetipětičlenný Bohemian Symphonic Orchestra Prague ve studiu B v Národním divadle. Šimůnek také pracoval na hudbě pro hry Paranoia 2 (Patch Boy a Yellow Shoes) a Wings of War.
Skladba Main Theme se hrála v roce 2003 na koncertech symfonické hudby v Lipsku na výstavě Games Convention 2003 a v G.A.N.G. Awards získala cenu za „Nejlepší instrumentální skladbu“.[zdroj?]